# Monika Rżany
Monika Rżany, po mężu Judka (ur. 21 października 1981 w Kamiennej Górze) – polska biathlonistka, medalistka mistrzostw Polski.

## Życiorys
Była zawodniczką MKS Sudety Kamienna Góra (1993-1995) i MKS Karkonosze Jelenia Góra.
Dwukrotnie zdobyła medale w sztafecie podczas mistrzostw Polski seniorów: srebrny w 1999 i brązowy w 2000. W 1999 została brązową medalistką mistrzostw Polski seniorek w biathlonie letnim w sztafecie, w 2000 zdobyła brązowy medal mistrzostw Polski seniorek w biathlonie letnim w sprincie, w 2001 mistrzynią Polski juniorek w biathlonie letnim, w sztafecie.
Reprezentowała Polskę na mistrzostwach świata seniorów biathlonie letnim w 2001 (15 m. w sprincie, 13 m. w biegu na dochodzenie i 5 m. w sztafecie).
Zakończyła karierę w 2003.